# Ad abolendam

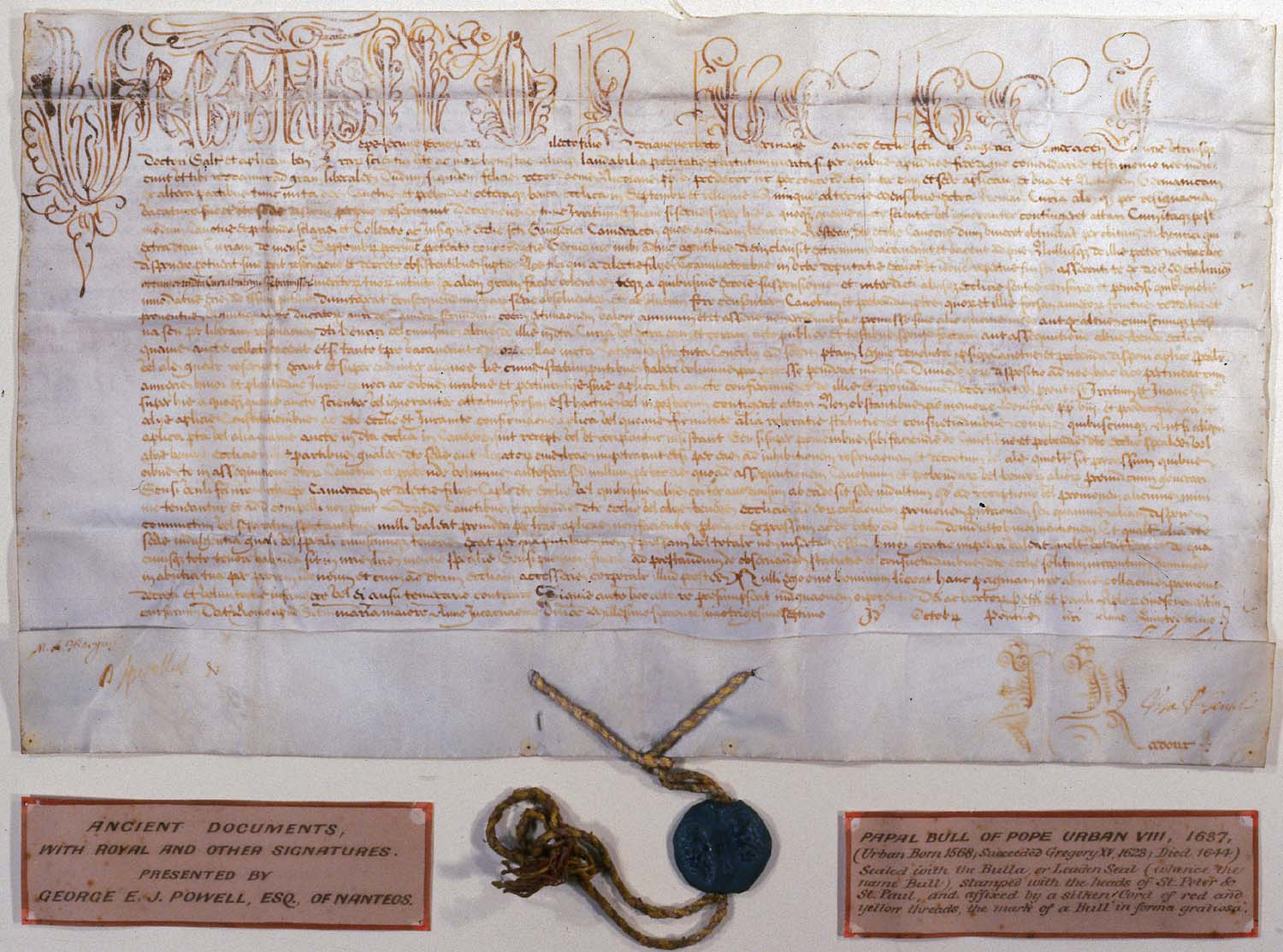
Butlla papal

Ad abolendam (del llatí, Sobre l'abolició o Cap a l'abolició; extret de la primera línia Ad abolendam diversam haeresium pravitatem (Sobre l'abolició de diverses heretgies malignes)) va ser un decretal i butlla del Papa Luci III, escrit a Verona i emès el 4 de novembre de 1184. Va ser emès després que el Concili de Verona va establir algunes diferències jurisdiccionals entre el Papat i l'Emperador del Sacre Imperi Romanogermànic Frederic Barbarroja. El document prescriu mesures per desarticular l'heretgia i va desencadenar els esforços que van culminar amb la Croada albigesa i les Inquisicions. El seu principal objectiu era la completa abolició de l'heretgia cristiana.
Va establir el principi (desconegut pel dret romà) segons el qual, fins i tot en absència de testimonis, qualsevol persona podia ser acusada d'heretgia i, per tant, ser sotmesa a un judici. La norma va ser reiterada l'any 1215 pel Concili del Laterà IV, que va instituir «procediments d'ofici» per combatre l'heretgia. Una simple sospita o delació era suficient per iniciar el procés; a més, aquells que sabien d'una heretgia o presumpta heretgia i no denunciaven el fet, també eren considerats responsables i, per tant, eren sotmesos al mateix judici.
En el decret, es va afegir:
| « | A les disposicions anteriors […] afegim que cada arquebisbe o bisbe, sol o per mitjà d'un diaca o altres persones honestes i adequades, una o dues vegades l'any, inspeccionarà les parròquies en què se sospita que viuen heretges; i allà ha d'obligar a tres o més persones de bona reputació, o, si cal, a tota la comunitat a qui, segons el jurament, indiqui al bisbe o al diaca si coneixen heretges o algú que celebri reunions secretes o s'hi aïllï de la vida, dels costums o del camí comú dels fidels. | » |
| — Massimo Melani, Doctrines Generals d'Història del Dret Medieval - Dret Medieval i Elements del Dret Modern, 2008, pàgina 163, ISBN 9781409239581 | |   |

El text mostra clarament, i, a diferència del que havia fet fins llavors l'Església, que correspon al bisbe o al seu delegat «buscar» heretges per jutjar-los. D'aquí el terme «inquisire», és a dir, buscar els culpables.

## Orígens històrics
El context històric per al Papat a l'hora d'emetre l'Ad abolendam va ser la reafirmació de la seva autoritat a Europa després de la lluita de les investidures amb l'Emperador, i el seu descobriment del que s'ha anomenat un mitjà «legislatiu». El Tercer Concili del Laterà de 1179 ja havia resolt el prevenir els cismes de la classe que havia creat la lluita de les investidures, i els decretals com l'Ad abolendam tenien la intenció d'imposar-ho; Fisher ha suggerit que no era casual que el decret seguís la Pau de Constança de l'any anterior, en què l'Emperador estava obligat a reconèixer la derrota.

## El heretges
La llista de sectes herètiques proscrites va ser decretada originalment en el Tercer Concili de Laterà i va ser conservada i ampliada al Concili de Verona en 1184. El Papa Luci III va condemnar a totes les sectes herètiques i persones que predicaven sense l'autorització de l'Església romana, ja fos en públic o en privat, i les posava sota excomunió. Entre les sectes particulars esmentades a l'Ad abolendam van ser els càtars, humiliats, valdesos, arnaudesos, passagins i els josefins. No obstant això, més important que l'atac directe a l'heretgia va ser l'estipulació de les mateixes mesures per a aquells que recolzaven els heretges, obertament o indirectament. Els historiadors moderns han assenyalat que aquests grups es trobaven principalment a Llombardia i Llenguadoc, i que la motivació papal a condemnar-los probablement era tan per motius polítics com teològics.
Tot allò associat a l'heretgia seria col·locat sota l'excomunió; però els mateixos heretges eren una agrupació poc definida, alguns dels quals pràcticament no existien cap a 1184, i alguns dels quals mai s'havien establert anteriorment com heretges. Tots, excepte els càtars i el grup anti-autoritari milanès de la dècada del 1130, els arnaudesos, eren clarament heretges: els patrens eren reformadors (encara que contra l'anomenada Monarquia Papal); els humiliats, «el seu únic error aparentment no observava la prescripció de la predicació laica en lloc de l'ensenyament de falses doctrines»; els pobres de Lió, els valdesos, s'han comparat als cistercencs com a simplement cercadors de la via apostòlica; dels passagins, no se sap res; i els josefins ni tan sols estan associats a cap doctrina.

## La penalització
Els acusats d'heretgia, si no podien demostrar la seva innocència o renunciar als seus errors, o si posteriorment reconeixien els seus errors, eren lliurats a les autoritats laiques per rebre la seva animadversio debita (penalització deguda). Tots aquells que recolzaven l'heretgia eren privats de molts drets: el dret a exercir càrrecs públics, el dret a judici, el dret a redactar la voluntat i l'herència dels seus feus i oficis.
Per a l'aplicació de les mesures exigides pel decret, Luci va obligar a tots els patriarques, arquebisbes i bisbes a tornar a anunciar l'excomunió en determinats dies festius. Aquells que no ho van observar durant tres anys consecutivament, es veurien privats dels seus oficis eclesiàstics. Els bisbes també estaven obligats a «buscar» heretges. Feien dos o tres inspeccions per any a les seves diòcesis, visitant llocs sospitosos i preguntant a la gent sobre l'existència d'heretgia. Les persones havien d'informar sota jurament (compurgació) qualsevol cosa que sabessin sobre l'activitat herètica. Tots els acusats eren tractats d'heretges.

## El Cànon 3
La butlla va ser incorporada com el «Cànon 3» del Quart Concili del Laterà de 1215 sota el Papa Innocenci III. Contràriament al que se sol dir, Luci III no va instituir la Inquisició, que no va ser creada fins al regnat del Papa Gregori IX el 1234.